# ألف بيشوب
ألف بيشوب (بالإنجليزية: Alf Bishop)‏ (8 أبريل 1886 في المملكة المتحدة - 8 أغسطس 1938 بولفرهامبتن في المملكة المتحدة) هو لاعب كرة قدم بريطاني (وحمل سابقاً جنسية المملكة المتحدة لبريطانيا العظمى وأيرلندا) في مركز الدفاع. لعب مع نادي ريكسهام ووولفرهامبتون واندررز وHalesowen Town F.C. ‏.